# Distomo-Arachova-Antikyra
Distomo-Arachova-Antikyra (tiếng Hy Lạp: ?) là một khu tự quản ở vùng Trung Hy Lạp, Hy Lạp. Khu tự quản Distomo-Arachova-Antikyra có diện tích 294 km², dân số theo điều tra ngày 18 tháng 3 năm 2001 là 9802 người.